# Прометафаза
Прометафаза
Прометафа́за (англ. prometaphase) — вторая фаза митотического процесса деления клетки. Прометафаза начинается внезапно с быстрого разрушения ядерной оболочки. Прометафаза заканчивается, когда все хромосомы оказываются в экваториальной плоскости веретена деления.

## Описание
Начало прометафазы знаменуется разрушением ядерной оболочки, в результате чего хромосомы лежат беспорядочно в зоне бывшего ядра. В течение прометафазы хромосомы взаимодействуют с двумя центросомами и связанными с ними микротрубочками, формируя веретено деления. В самом начале прометафазы хромосомы, расположенные наиболее близко к одному из полюсов формирующегося веретена, начинают быстро приближаться к нему. Этот первичный асинхронный дрейф совершается за счёт микротрубочек. При этом отдельные микротрубочки, отходящие от полюсов, случайно сталкиваются с кинетохорами хромосом и захватываются ими. После этого хромосомы быстро (со скоростью около 25 мкм в минуту) скользят по микротрубочкам в направлении их минус-концов, приближаясь к полюсам, от которых исходят связанные микротрубочки. Кинетохоры могут взаимодействовать с боковой поверхностью таких микротрубочек. Таким образом, хромосомы оказываются случайным образом приближеннами к полюсам веретена деления. На полюсах продолжается формирование новых микротрубочек, причём чем ближе кинетохор находится к полюсу, тем выше вероятность его взаимодействия с другими микротрубочками. Новые плюс-концы микротрубочек захватываются кинетохором; в результате кинетохор оказывается связанным с целым пучком микротрубочек, растущих на плюс-концах. На другой сестринской хроматиде происходит такой же процесс, поэтому силы, тянущие хромосомы к разным полюсам, оказываются равными, и в конце концов хромосомы останавливаются в экваториальной плоскости. Сложные движения, которые совершают хромосомы при прикреплении к веретену, называются конгрессией хромосом. Прометафаза продолжается до тех пор, пока все хромосомы не будут расположены в экваторе веретена деления на полпути между полюсами.
Прикрепление кинетохоров сестринских хроматид к микротрубочкам противоположных полюсов веретена деления называется би-ориентацией. Правильное прикрепление кинетохора зависит от механической напряжённости микротрубочек. В случае би-ориентации микротрубочки кинетохоров стараются растащить хроматиды к противоположным полюсам, в результате чего на кинетохоре наблюдается сильное натяжение. Если же, например, обе сестринские хроматиды прикреплены к одному полюсу, напряжения на кинетохоре не будет. Механизм чувствительности к напряжению связан с киназой Aurora B, прикреплённой к кинетохору.
У большинства клеток прометафаза — самая длинная стадия митоза, потому что она завершается лишь тогда, когда все хромосомы будут выстроены в экваториальной плоскости. В эмбриональных клетках прометафаза длится несколько минут, а в уплощенных клетках ткани может продолжаться несколько часов.
Когда все хромосомы располагаются в экваториальной плоскости клетки, начинается следующая фаза митоза — метафаза. Неприкреплённый кинетохор и свободная, не связанная с микротрубочками хромосома детектируются в контрольной точке веретена деления, даже если все остальные хромосомы находятся в экваториальной плоскости. В результате переход клетки в стадию анафазы приостанавливается путём ингибирования комплекса стимуляции анафазы до тех пор, пока все хромосомы не свяжутся с кинетохорами и не выстроятся в экваториальной плоскости.